# Paul Kern
Paul Kern (húngaro: Kern Pál, 1884 - 1955) fue un soldado húngaro durante Primera Guerra Mundial. El 24 de junio de 1915, un soldado ruso le disparó en la cabeza durante un ataque al pueblo de Chlebovice en Galicia. La bala fue extraída de su lóbulo frontal. En vez de matarlo, esto provocó que fuera incapaz de dormir a partir de entonces .
Debido al disparo fue llevado al hospital de Lemberg, había perdido parte de su lóbulo derecho. Los médicos esperaban su muerte, pero al cabo de unos días despertó y, desde entonces no fue capaz de volver a dormir. 
Ernst Frey, un profesor de enfermedades mentales y nerviosas en la Universidad de Eötvös Loránd , trató a Kern pero fue incapaz de encontrar una causa para esta enfermedad.
Después de esto dejó el ejército, Kern se mudó a Budapest. Mientras estuvo allí,  trabajó diariamente en el Departamento de Pensiones.
Durante los siguientes años no durmió nada, muriendo el 16 de febrero de 1955.